# 動物園駅 (北京市)
動物園駅（どうぶつえんえき）は北京市西城区にある北京地下鉄4号線の駅である。2009年9月28日に開業した。

## 駅構造
島式ホーム1面2線の地下駅。出口は3箇所ある。
| B1F | コンコース                           | ロビー、お手洗、自動券売機、ATM |
| B2F | 2番線                                | 4号線 公益西橋方面 (←)          |
| B2F | 島式ホーム、車両左側のドアが開閉する |                                 |
| B2F | 1番線                                | 4号線 安河橋北方面 (→)          |

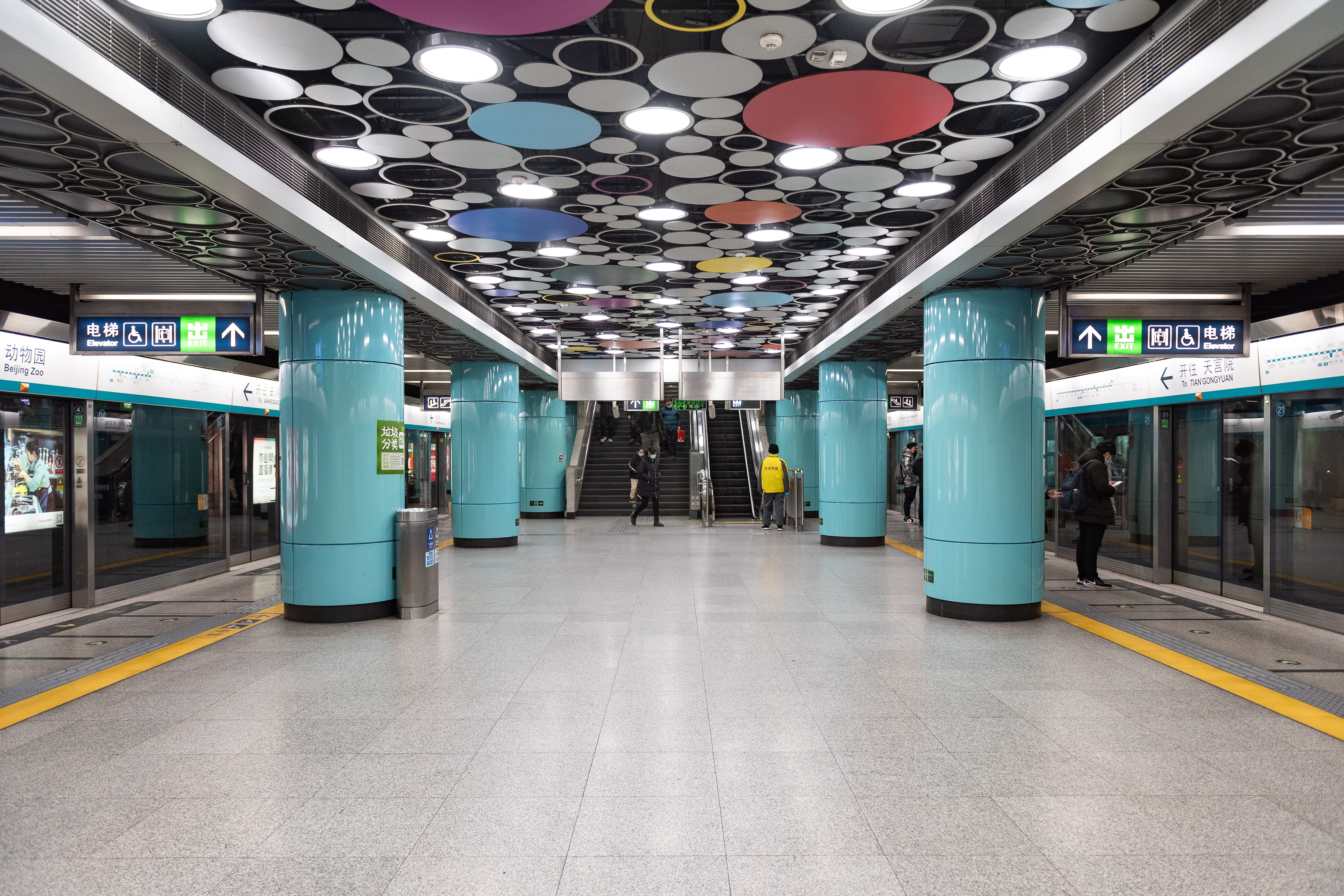
ホーム
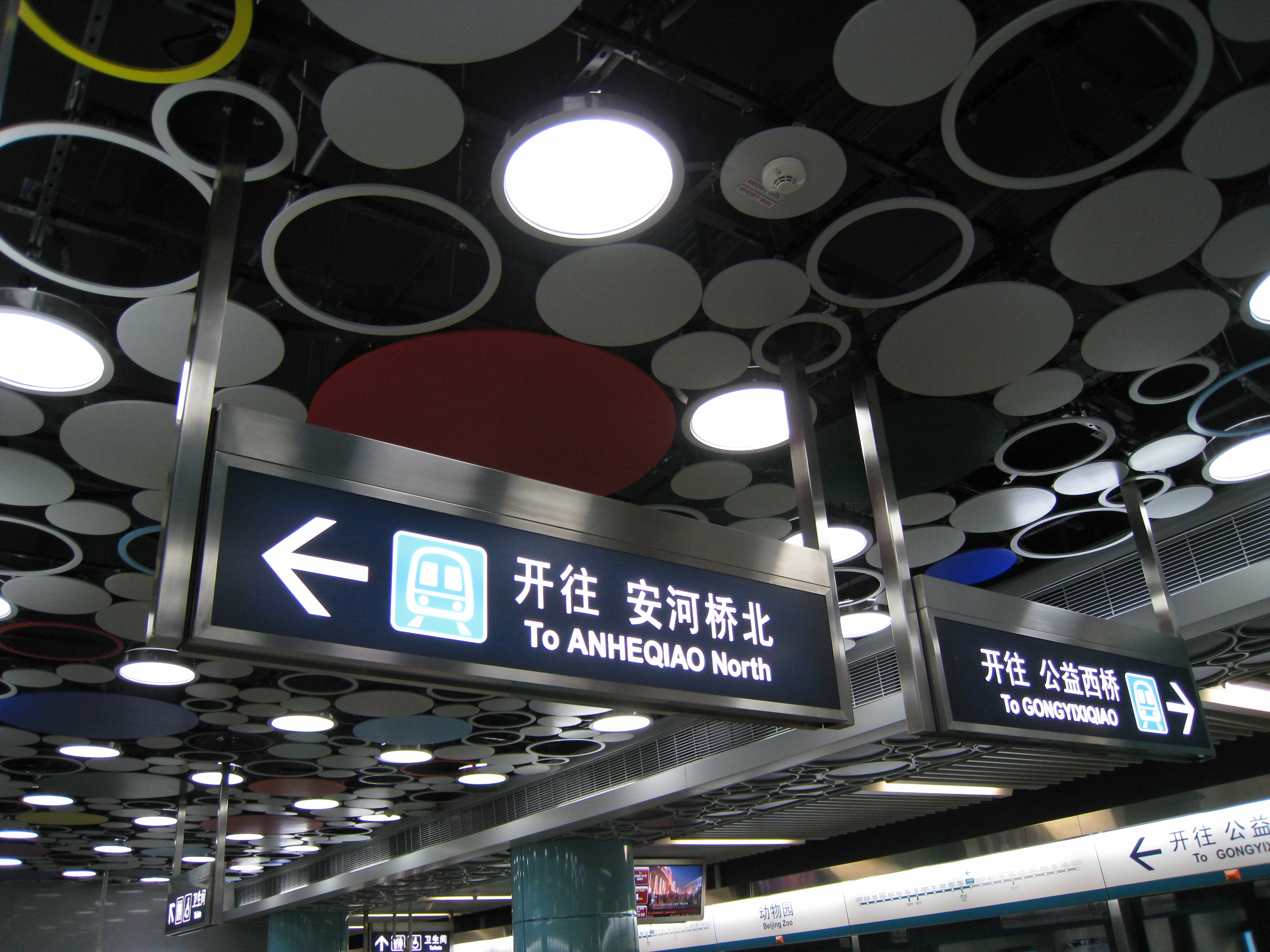
ホームの案内板
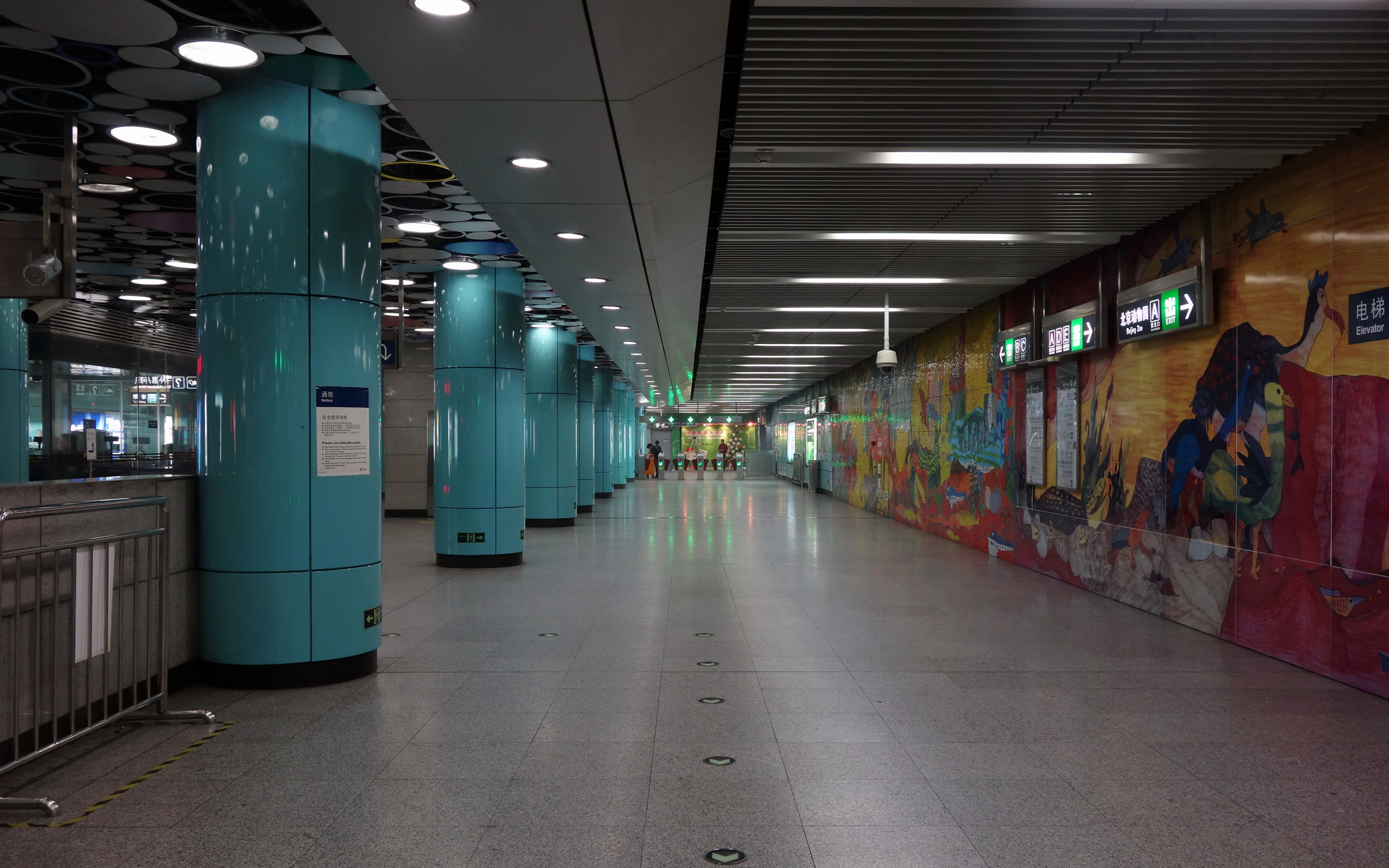
コンコース

## 駅周辺
- 北京動物園
- 北京天文館

## 歴史
- 2009年9月28日 - 4号線が開業。
- 2011年7月5日 - エスカレーター事故が発生

## 隣の駅
北京地下鉄
■4号線
西直門駅 - 動物園駅 - 国家図書館駅
座標: 北緯39度56分13秒 東経116度19分58秒 / 北緯39.93696度 東経116.33265度